# Il bicchiere della staffa
Il bicchiere della staffa (One for the road) è un atto unico del drammaturgo inglese Harold Pinter andato in scena per la prima volta il 13 marzo 1984 presso il Teatro Hammersmith di Londra.

## Composizione
Il bicchiere della staffa è annoverato tra i drammi politici di Pinter. L'autore lo considerava una "descrizione degli abusi sui diritti umani perpetrati dai governi totalitari"; Pinter fu influenzato dalla lettura del libro di Jacobo Timerman Prisoner without a name, cell without a number, riguardante le torture perpetrate dalla dittatura militare in Argentina. Una discussione avuta durante un party di compleanno con due ragazze turche a proposito dell'utilizzo della tortura spingerà il drammaturgo a intraprendere un viaggio in tale paese insieme ad Arthur Miller, allo scopo di "investigare sulle accuse di tortura e persecuzione politica sugli autori turchi; Pinter affronterà queste tematiche nei suoi successivi lavori, tra i quali Party Time.

## Struttura e allestimento
L'unico atto di cui si compone il dramma è suddiviso in quattro distinti momenti (Mattina, Pomeriggio, Sera e Notte), scanditi dall'interruzione dell'azione e dallo spegnimento improvviso delle luci. Il copione elaborato da Pinter contiene precisi dettagli sull'allestimento scenico: il dramma si svolge interamente in "una camera" dotata di uno scarno mobilio comprendente una scrivania, un montavivande e un interfono; l'ambiente liminale ricorda quindi quello in cui si svolgono altri drammi di Pinter, primo tra tutti Il calapranzi. Le finestre appaiono sbarrate, suggerendo che si tratti di un'abitazione civile trasformata in un ufficio/prigione. La Nazione in cui si svolge il dramma non è specificata, ma l'utilizzo di espressioni colloquiali inglesi come quella che dà il titolo all'opera (One for the road, resa in italiano come bicchiere della staffa, indica l'ultimo bicchiere di bevanda alcolica offerta a un ospite prima che se ne vada) suggeriscono che possa trattarsi della stessa Gran Bretagna in un ipotetico futuro poco distante.
Il copione prevede quattro personaggi; tuttavia il dramma corrisponde quasi interamente a un lungo monologo di Nicolas, occasionalmente intervallato dalle battute di Victor e, in misura molto minore, di Gila e Nicolas. In alcuni allestimenti si opta per l'eliminazione di questi ultimi due personaggi e, talvolta, perfino di quello di Victor: le loro battute possono essere recitate dall'unico attore o essere contenute in frammenti audio pre-registrati.
In questo atto unico Pinter sceglie di non rappresentare graficamente la violenza fisica: lo spettatore è portato a immaginare che essa avvenga nei momenti di buio che intervallano le tre parti che compongono il dramma, mentre può vederne gli effetti sul fisico e sulla psiche dei personaggi. Al contrario è ben percettibile la violenza verbale, perpetrata con sottile sarcasmo da Nicolas sugli altri personaggi.

## Trama

### Scena I - Mattina
Victor, sua moglie Gila e il figlio Nicholas (detto Nicky) sono tenuti prigionieri in camere diverse da un quarto personaggio denominato Nicolas (quasi omonimo del bambino). All'inizio del dramma Nicolas parla con Victor mettendo subito in chiaro che lui ha il controllo totale sulla vita dell'intera famiglia ("Posso farvi tutto quello che mi pare e piace"), anche se risulta subito evidente che lui sia solo uno strumento nelle mani di chi è al vertice del potere, e che le sue azioni debbano essere vagliate dai suoi superiori ("Lo sai chi è che governa questo Paese? Lui è Dio, e Dio parla attraverso me"). Nicolas rivela via via una personalità insicura che sfocia in un atteggiamento violento e aggressivo: l'uomo minaccia di continuo Victor scuotendogli indice e mignolo davanti agli occhi, come se volesse accecarlo. Parlando con Victor, Nicolas si sforza di apparire gentile e dichiara più volte di essersi guadagnato il rispetto di tutti grazie al suo patriottismo; al tempo stesso lo tormenta rivelandogli le sue fantasie sessuali con Gila, che lui sogna di possedere durante il suo periodo mestruale, e suggerendo che la moglie voglia lasciarlo per stare con lui. Quando Victor lo implora di ucciderlo, Nicholas dice di disprezzarlo.

### Scena II - Pomeriggio
Nicolas dialoga con Nicky, al quale si rivolge con parole suadenti e apparentemente innocue, chiedendogli se da grande gli piacerebbe fare il soldato; più avanti adotterà un linguaggio più violento: lo accusa di aver sputato contro i suoi soldati e di averli presi a calci. Quando il bambino dice di averlo fatto perché i soldati non gli piacevano, lui risponde "Beh, mio caro, nemmeno tu piaci a loro".

### Scena III - Sera
Appare Gila, contusa e coi vestiti strappati; Nicolas la tormenta chiedendole insistentemente conto delle violenze da lei subite: le domanda retoricamente se i suoi soldati l'abbiano violentata e quante volte. Quando chiede alla donna dove abbia conosciuto Victor, lei gli risponde di averlo visto per la prima volta "nella camera di suo padre". Nicolas la accusa allora di aver preferito Victor a suo padre, "un uomo meraviglioso e onorevole" che Nicolas ha amato come il proprio padre. La accusa infine di aver educato Nicky come "una piccola carogna", e la rimanda dai suoi uomini perché li faccia "divertire un po'".

### Scena IV - Notte
Nicolas e Victor sono di nuovo soli. Il prigioniero sembra avere difficoltà a parlare, e quando Nicolas gli domanda come mai lui riesce solo a bofonchiare "la lingua", suggerendo che gliel'abbiano tagliata; Nicolas gli offre allora "il bicchiere della staffa", l'ultimo prima che se ne vada (cioè prima di ucciderlo). L'uomo riesce a stento a chiedere notizie di suo figlio; Nicolas risponde "Non me ne preoccuperei, di tuo figlio. Era solo una piccola carogna", lasciando intendere che lo abbiano ucciso o che siano riusciti a portarlo dalla loro parte e a rinnegare la famiglia. Il copione si conclude così:
Victor s'irrigidisce e guarda fisso Nicolas.
Silenzio.
Buio.